# Аарон (игумен Карашского монастыря)
Игуме́н Ааро́н (ум. 1730) — игумен Русской православной церкви.
В 1720 году игумен Николаевского Угрешского монастыря.
10 марта 1721 года переведён в город Переяславль настоятелем Борисоглебского монастыря «на горе».
В июне 1721 года доносил Святейшему синоду, что 12 июня монастырская церковь сделалась жертвой пожара, причём он жаловался на «оскудение» своего монастыря и испрашивал денег на постройку.
С временным закрытием его, в 1725 году, переведён в Карашский Воскресенский монастырь Ярославской епархии, где и умер в 1730 году.